# 無文元選
無文元選（むもんげんせん、元亨3年2月15日（1323年3月22日） - 明徳元年/元中7年閏3月22日（1390年5月7日））は、南北朝時代の臨済宗の僧。父は後醍醐天皇と伝えられる。勅諡号は聖鑑国師・円明大師。
父と伝わる後醍醐天皇が崩御した翌年の1340年に建仁寺で出家し、明窓宗鑑・雪村友梅などに師事した。1343年、中国の元に渡ることを志し、博多聖福寺の無隠元晦（むいんげんかい）に参禅した。その後、元に渡り福州大覚寺で古梅正友に参禅し、各地を巡拝した。日本に帰国した後は、教化のため各地を巡国し、遠江国方広寺などを開創している。遠江国方広寺には、奥山半増坊が祀られている